# Ponciano Ponzano
Ponciano Ponzano y Gascón (Saragossa, 19 de gener de 1813 - Madrid, 15 de setembre de 1877) va ser un escultor neoclàssic espanyol. Va ser un home perfeccionista, esquerp, cabut, supersticiós i inclinat a la sorna. A més va morir sobtadament, i això ha donat lloc a moltes anècdotes sobre ell. Gustavo Adolfo Becquer l'esmenta en la seva obra. Quan Ponzano va morir, era tan pobre que la Reial Acadèmia de Belles Arts de Sant Ferran va haver de fer una contribució financera, disfressant-la com una compra de dibuixos, perquè pogués ser enterrat.

## Generalitats
Va néixer l'any 1813 a Saragossa, ciutat on es va criar. Té algunes escultures repartides per Saragossa i la mencionada ciutat li va dedicar un carrer.
Encara que de caràcter afable i obert, va resultar controvertit en el seu temps. L'escultor va tenir una marcada personalitat al llarg de tota la seva vida i un gust pel sarcasme, i això li va portar nombroses dificultats. En Ponzano va destacar el seu ofici depurat, la seva formació excel·lent i la seva equilibrada correcció. Propens a l'humor i franc, en algunes de les seves obres fa al·legories que van passar desapercebudes i que causen avui dia estranyesa, com el gat de la seva Estàtua de la Llibertat. La seva portada, realitzada en estil neogòtic de guix, per a la restaurada església de San Jerónimo el Real de Madrid, va ser titllada per molts de ridícula. El bust del seu amic Francisco Martínez de la Rosa, comte de Toreno de 1862 en marbre de Carrara, el va representar «a la romana» amb una túnica, igual que els altres tres busts que com aquest van ser encarregats per a la Sala de Sessions. L'estàtua de 1881 de Victoriano Sánchez Barcáiztegui en bronze, a Ferrol (A Coruña), està mirant el cel com si estigués esperant pluja.
La seva obra va estar molt exposada als canvis polítics entre conservadors i liberals i va ser maçó per a uns i conservador per a altres, rebent crítiques de tots dos, i malgrat això, va deixar una imatge de persona com cal i d'excel·lent caràcter. Encara que va treballar sense parar, i va generar algunes enveges, era un home cordial que va tenir molts i grans amics i temps per a escoltar-los i atendre'ls. Va fer amistat, entre d'altres, amb els seus paisans Francisco Javier de Quinto y Cortés, amic des de l'adolescència al qual agraeix la seva carrera en la seva autobiografia, i Juan Bruil. Van ser també molt importants José Álvarez Bouquel i José Álvarez Cubero, pare de l'anterior, el seu professor d'anatomia Albites, Federico de Madrazo, José de Madrazo, el comte de Toreno (Francisco Martínez de la Rosa), l'escultor danès Bertel Thorvaldsen del que va arribar a escriure una biografia en espanyol, i l'italià Tenerani. Antoni Solà, Francisco Pradilla y Ortiz, Agustí Querol i Subirats i Sabino de Medina van arribar a prestar-li diners durant la seva joventut. Però la llista dels seus amics és interminable: Manuel Vilar i Roca, José Vilar i Roca, germà de l'anterior o Claudio Lorenzale.
És considerat l'escultor aragonès del segle xix més prestigiós i reconegut fora de la seva terra, amb una envejable situació social d'influents amistats a la Cort. El 12 de maig de 1841 es va casar amb la toledana Juana Mur, germana de l'esposa de Juan Bruil. Federico Madrazo va realitzar un retrat de la jove esposa de Ponzano que es troba al Museu del Prado entre altres retrats del matrimoni. Alhora Ponzano va fer retrats per a Madrazo i la seva família. La seva amistat amb Miguel Agustín Príncipe i sobretot amb Francisco Javier de Quinto y Cortés, cap de la casa reial, el van ajudar a ser l'escultor oficial del congrés.
D'acord amb l'investigador del CSIC Wifredo Rincón García, que va publicar el 2002 l'única monografia existent sobre l'autor (Ponciano Ponzano (1813-1877), Saragossa, 2002, ISBN 84-96007-03-0), es tracta d'un autor oblidat en l'actualitat, a causa de modes crítiques no sempre justes. A causa de la seva adscripció al neoclassicisme, i a la decadència i falta de renovació artística de l'escultura espanyola i europea de la seva època: el segle xix, que ha donat el qualificatiu «vuitcentista», la seva obra ha passat desapercebuda.

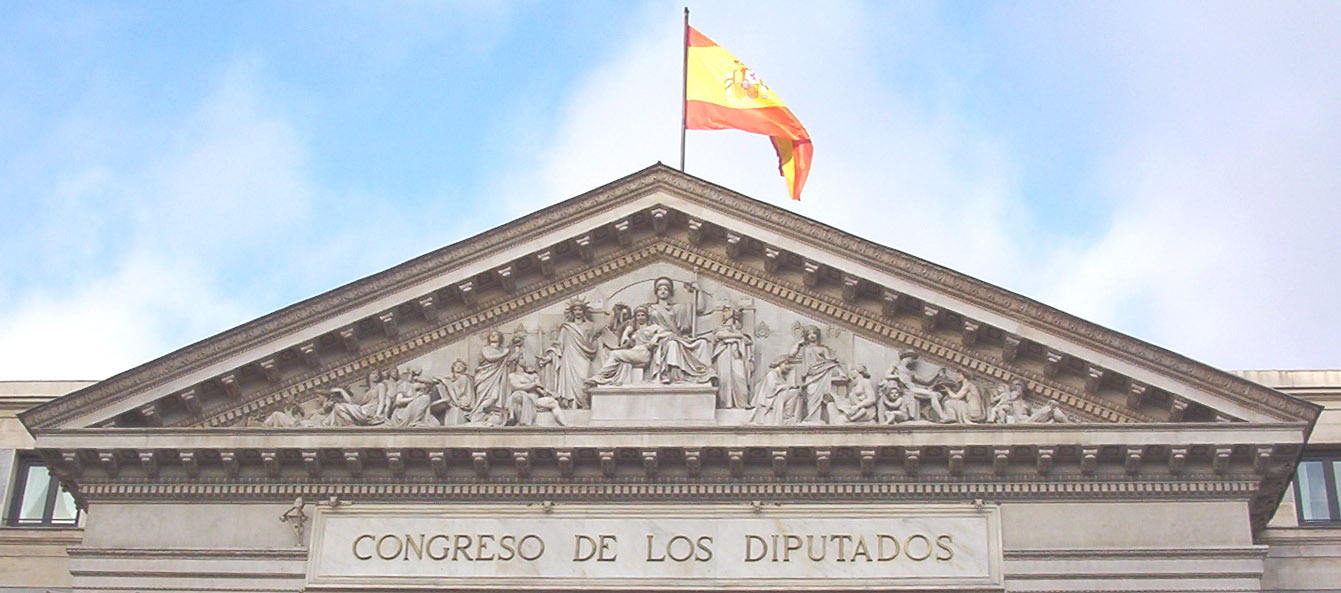
Frontó del Congrés dels Diputats. En ell apareix: «Espanya abraçant la Constitució de l'Estat i envoltada de la Fortalesa, la Justícia, les Belles Arts, el Comerç, l'Agricultura, els Rius i Canals de Navegació, el Valor Espanyol, les Ciències que contribueixen al desenvolupament de la Indústria i la Navegació, l'Abundància i la Pau».

## Biografia
Malgrat els honors i encàrrecs que va rebre de l'administració, la seva paga va ser sempre escassa a causa de l'estretor dels pressuposts, i la seva pobresa ha estat proverbial. A això es va deure que exercís diversos oficis, com el de cotxer.
Era fill d'un porter de la Reial Acadèmia de Nobles i Belles Arts de Sant Lluís de Saragossa, encarregat de la custòdia del museu de la institució, pel que va entrar des de nen en contacte amb l'art. Encara que es va establir finalment a Madrid Ponzano va estar unit a la seva terra natal i durant la seva vida va fer nombrosos viatges a ella. Des de petit va mostrar una gran aptitud per al dibuix i la pintura. Als 16 anys va anar a estudiar a la Reial Acadèmia de Belles Arts de Sant Ferran a Madrid, estant alumne de José Álvarez Cubero, del que aprèn l'estètica neoclàssica. Després d'aconseguir el segon premi al concurs de l'Acadèmia de 1832 amb un relleu anomenat Entrega del rey niño Alfonso XI a la reina y al infante don Pedro por el obispo don Sancho de Ávila y al infante don Pedro por el obispo don Sancho de Ávila, va ser pensionat per finalitzar els seus estudis a Roma, on va rebre lliçons dels escultors neoclàssics Thorvaldsen, del qual ja a Espanya escriuria una biografia, Tenerani i Antoni Solà. A Roma va realitzar obres de gran contingut dramàtic, amb èxit internacional. La més destacada va ser la realitzada per a la seva tramesa de pensionat, Ulises reconocido por Euricles. L'obra va rebre una crítica tan bona a la Reial Acadèmia de Belles Arts de Sant Ferran, que al seu retorn a Espanya, al voltant de 1838, va ser nomenat acadèmic de mèrit. Des de 1871 va exercir com a professor a l'Acadèmia.
Convertit també en escultor oficial a la Cort d'Elisabet II, va portar a terme una gran quantitat d'obres: busts, relleus, estàtues i monuments, continuant l'estil neoclàssic. Així, realitza per al comte de Toreno una composició titulada El Diluvio universal, en què representa un home nu que porta a coll la seva mare per protegir-la de la crescuda de les aigües. També va realitzar l'estàtua de bronze d'Elisabet II de la ciutat de Manila a les Filipines, en aquella època colònia espanyola. En el seu retratisme, va realitzar nombrosos busts, aconseguint una aproximació més realista a aquells personatges de menor significació pública, com per exemple amb els busts del doctor Lera o de José Madrazo.
La seva obra més important és el frontó del palau de les Corts realitzat el 1848, ala porta de l'actual Congrés dels Diputats, que constitueix el més gran conjunt escultòric del segle xix a Espanya i els dos lleons de bronze situats a l'escalinata d'accés a l'edifici; Ponzano va realitzar aquestes escultures per al Congrés després de guanyar un concurs realitzat a l'efecte. El conjunt representa els poders de la Cambra a l'època utilitzant al·legories. Ponciano Ponzano es negava a esculpir animals en marbre, al·legant que portava mala sort, fins i tot algunes vegades l'ho havia deixat de fer. No va poder negar-se a fer-ho quan va rebre l'encàrrec d'esculpir dos lleons per decorar la façana del Congrés dels Diputats amb el bronze fos dels canons presos a la guerra de l'Àfrica de l'any 1860 i va morir sobtadament, augmentant encara més la seva llegenda, sense acabar d'esculpir els seus lleons. S'explica d'ell que va ser mort pels lleons del Congrés.

## Galeria

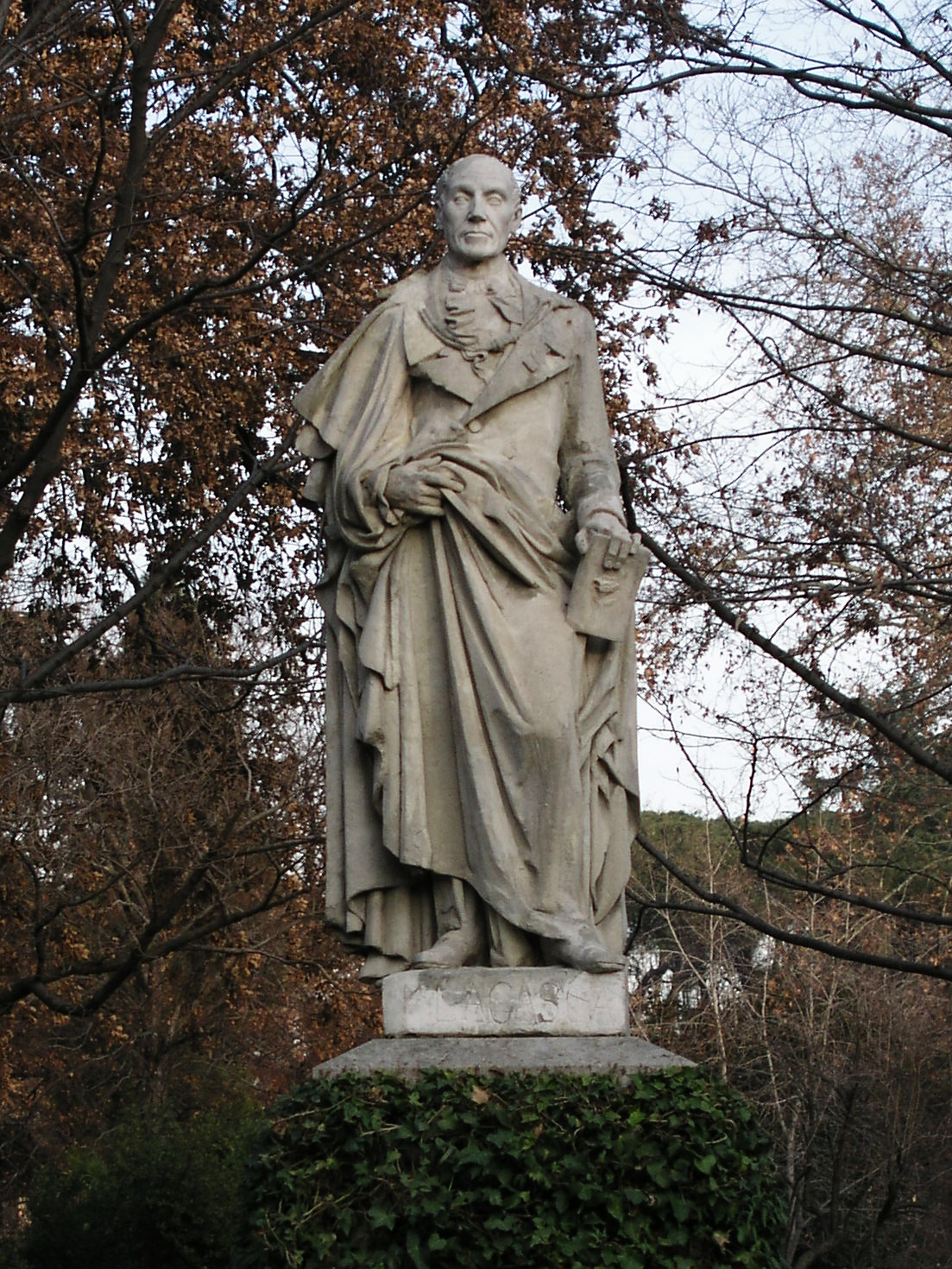
Estàtua de Mariano Lagasca.
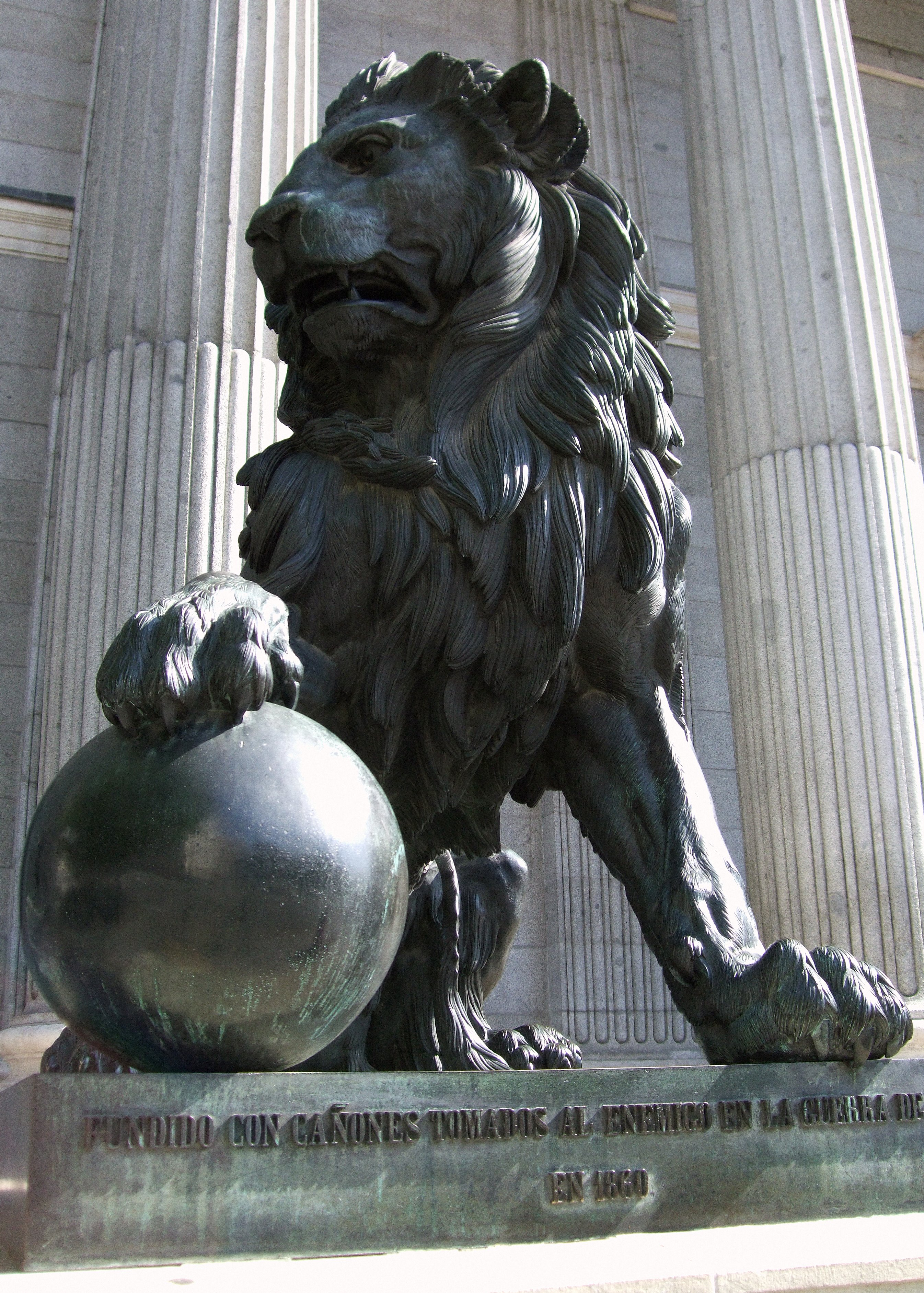
Escultura d'un lleó al Congrés dels Diputats (Madrid).
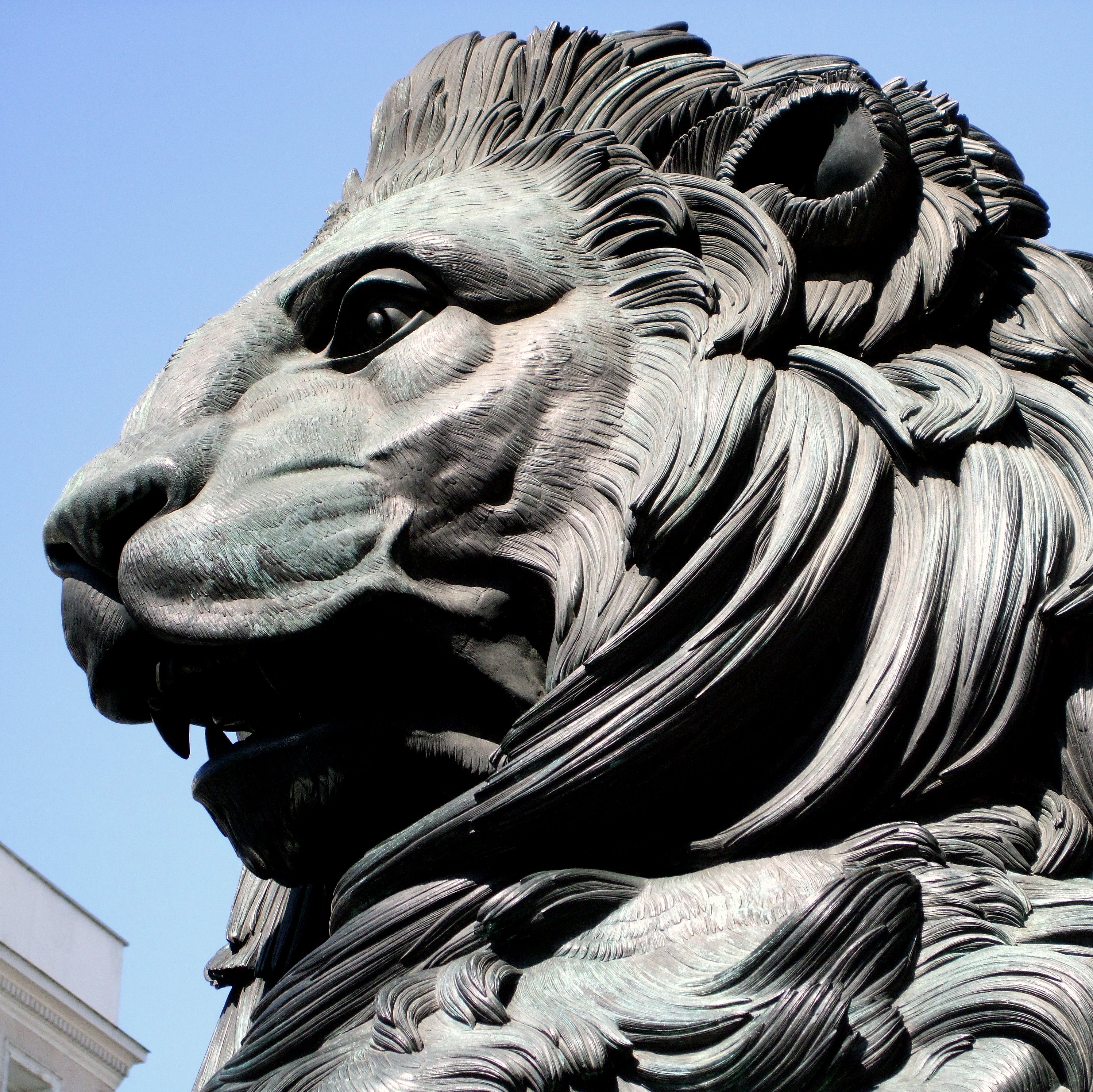
Detall de l'escultura d'un lleó al Congrés dels Diputats (Madrid).